# Лукомско језеро
Лукомско језеро (рус. Лукомское озеро; блр. Лукомскае возера) језеро је у Чашничком рејону Витепске области, у северном делу Републике Белорусије.
Са површином акваторије од 37,71 км² пето је по величини језеро у Белорусији (после Нарача, Асвеје, Чирвонаје и Дрисвјате). Део је басена реке Западне Двине.
На његовим источним обалама лежи град Новалукомљ у близини којег се налази велика Лукомска термоелектрана.

## Карактеристике
Језерска котлина је овалног облика и протеже се у правцу север-југ дужином од 10,4 км, односно ширином од максималних 6,5 километара (у централном делу језера). Обале које окружују језеро су доста ниске, у просеку између 3 и 5 метара високе, максимално до 15 метара на северозападној обали. Разуђеност обале није јако изражена, а укупна дужина обалске линије је 36,4 км. У јужном делу акваторије налазе се једина два већа залива Гурецки и Гуљански.
Литорална зона је доста равна, са ширинама од 10 до 100 метара. Дно је прекривено наслагама песка до дубина од 6 метара, док су дубље зоне прекривене сапропелом. У северном делу акваторије налази се 5 мањих острва укупне површине око 0,7 ха.
У језеро се улива река Цитранка и неколико повремених поточића, док је корито реке Лукомке преграђено на месту њене отоке из језера, чиме је регулисан ниво воде у језеру.
Хидрогеолошка испитивања на језеру врше се непрекидно, још од 1932. године.

## Живи свет
Приобална зона (ширине до 50 метара) и острва обрасли су трском и рогозом, док подводне биљке расту до дубина од 3 метра (до границе провидности језерске воде).
У језеру обитава 20 различитих рибљих врста и на њему се обавља привредни риболов. Најраширеније рибље врсте су смуђ, деверика, штука, јегуља, шаран, сом и друге врсте. Дуж западних обала језера бројне су колоније слатководних ракова. Бројне шкољке које обитавају на језерском дну важан су фактор у природној филтрацији језерске воде.

## Екологија
Вода из Лукомског језера користи се за хлађење турбина Лукомске термоелектране, једног од највећих енергетских објеката тог типа у земљи. Вода која се из електране враћа у језеро је за 8 до 12°C топлија од језерске воде, што доводи до загревања језерске воде чије су температуре просечно за 2 до 3°C више у односу на природно стање. У односу на околна језера, воде Лукомског језера се знатно ређе мрзну.
Воде Лукомског језера су јако загађене, а концентрације 4+ су и до 2,5 пута више од дозвољених. Веће концентрације су забележене и код сулфата (16,73 мг/дм³) и хлорида (17,7 мг/дм³).